# Manota joerni
Manota joerni är en tvåvingeart som beskrevs av Soli 1993. Manota joerni ingår i släktet Manota och familjen svampmyggor.
Artens utbredningsområde är Tanzania. Inga underarter finns listade i Catalogue of Life.